# Geschwänzte Bencomia

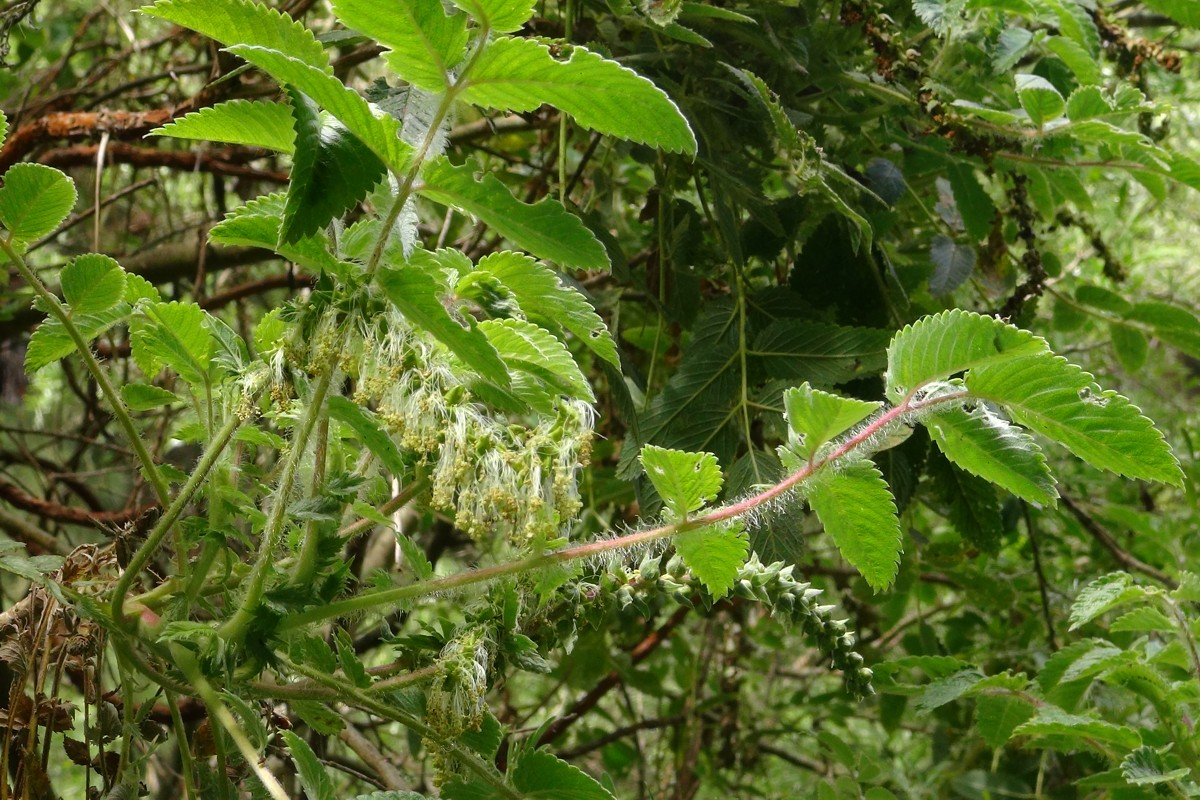
Blätter und Blütenstand mit männlichen Blüten

Die Geschwänzte Bencomia (Bencomia caudata) ist eine auf den Kanarischen Inseln endemische Pflanzenart aus der Familie der Rosengewächse (Rosaceae). Der Gattungsname ehrt Imobac Bencomo, einen Guanchenkönig in Teneriffa des 15. Jahrhunderts.

## Merkmale
Die Geschwänzte Bencomia ist ein zweihäusiger Strauch, der Wuchshöhen von 1,5 bis 6 Meter erreicht. Die Blätter sind gefiedert. Sie sind gehäuft zu den Enden der Zweige hin. Je Blatt sind 7 bis 11 Blättchen vorhanden, welche kurz gestielt, dicht seidig behaart, gesägt und zugespitzt eiförmig sind. Die unscheinbaren Blüten sind in dichten Ähren angeordnet. Die Ähren sind länger als die Tragblätter. Die birnenförmigen Früchtchen sind fast fleischig.
Die Blütezeit reicht von Februar bis Juni. Die Art wird durch den Wind bestäubt.

## Vorkommen
Die Art kommt auf den Kanareninseln Hierro, La Palma, Teneriffa und Gran Canaria vor. Ihr Lebensraum sind schattige, felsige Standorte und Barrancos.

## Belege
- Ingrid und Peter Schönfelder: Kosmos-Atlas Mittelmeer- und Kanarenflora. Franckh-Kosmos Verlag, Stuttgart 1994, ISBN 3-440-06223-6, S. 68.